# Бор (лес)

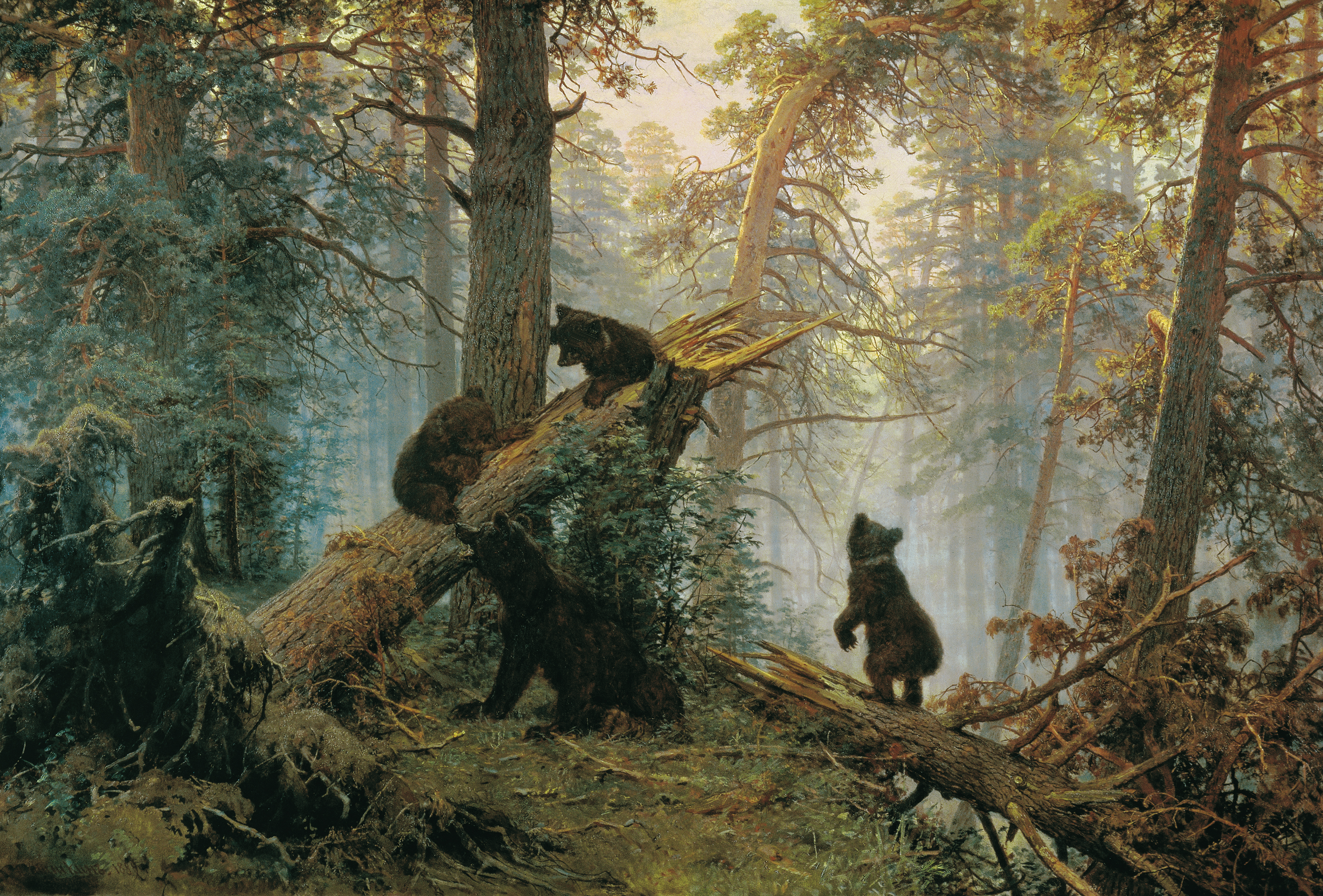
И. И. Шишкин. Утро в сосновом лесу

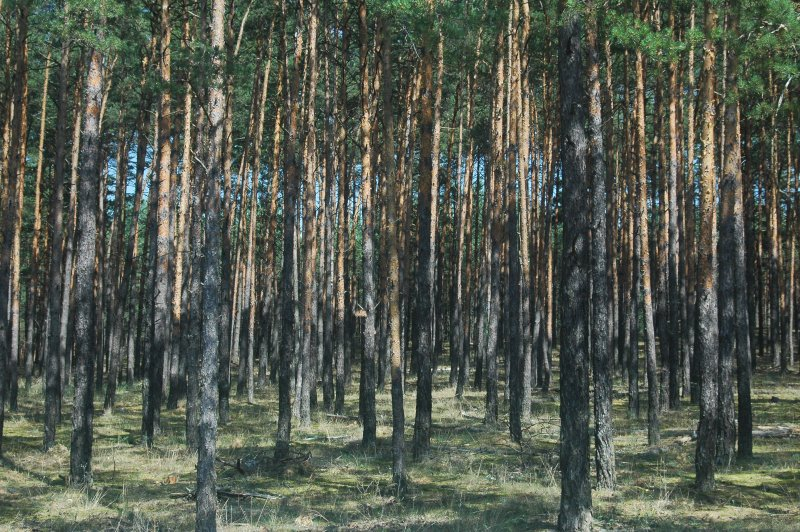
Бор в западной Словакии

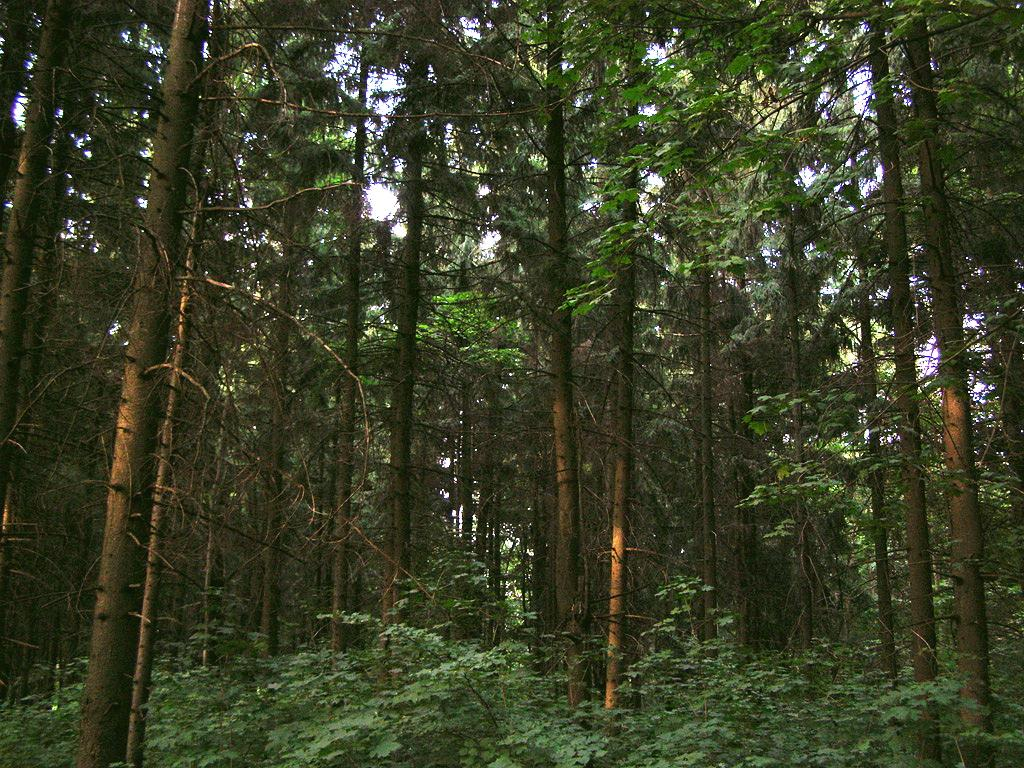
Бор

Бор — народное название соснового леса, произрастающего на хорошо дренированных песчаных, супесчаных и легкосуглинистых почвах, в отличие от тех сосновых лесов, которые произрастают на болотах. На более плодородных супесчаных и суглинистых почвах боры в своём составе могут иметь две или три лесообразующие породы, например сосна с елью, сосна с дубом, сосна с липой и лещиной. В Толковом словаре В. И. Даля бор — это «сосновый или еловый лес по сухой почве, по возвышенности».
Бором также называется группа типов леса, выделенная в классификации растительности П. С. Погребняком, Е. А. Алексеевым и Д. В. Воробьёвым.
Различают следующие основные группы типов бора:
- наиболее типичными являются сухие боры, — характерны для дюнных холмистых мест и плато (лишайниковые, вересковые и др.);
- свежие произрастают на пологих склонах (брусничники, черничники и др.);
- сложные предпочитают богатые суглинистые и супесчаные почвы (с примесью липы, лещины и др.).

В живом напочвенном покрове преобладают лишайники, встречаются, чистые зелёные мхи и кустарнички: брусничники, черничники.
Наряду с сосной в борах могут также встречаться берёза, ель и другие породы деревьев. В борах обычно нет подлеска, но иногда встречаются рябина, можжевельник и другие невысокие деревья и кустарники.
В России боры занимают значительные площади. Боры растут на дюнных холмистых местах и плато. Боры на высоких речных террасах явились причиной соответствующего наименования: боровые террасы. Ленточными борами называются сосновые леса, тянущиеся полосами вдоль рек по песчаным аллювиальным отложениям.
Известные боры:
- Бузулукский бор — островной массив соснового леса среди степей Заволжья, находящийся на границе Самарской и Оренбургской областей России.
- Серебряный Бор — лесной массив на западе Москвы.
- Борская низменность — обширная территория в западной Словакии (Загорье), поросшая сосновым лесом.
- Барнаульский ленточный бор — лесной массив на территории Алтайского края.

Корень «бор» присутствует в названиях сосны в некоторых славянских языках — «боровица» (словацкий и чешский языки), «бор» (все южнославянские языки).